# Gran Premio di Turchia 2008
Il Gran Premio di Turchia 2008 è stata la quinta prova del campionato mondiale di Formula 1 2008. La gara, corsa domenica 11 maggio sul Circuito di Istanbul, è stata vinta da Felipe Massa su Ferrari, al settimo successo in carriera. Massa ha preceduto all'arrivo il britannico Lewis Hamilton su McLaren-Mercedes ed il compagno di squadra Kimi Räikkönen.

## Vigilia
Dopo lunghe trattative, la mancanza di fondi provoca il ritiro del team Super Aguri, annunciato il 6 maggio. Il numero di vetture partecipanti scende così a 20, costringendo la FIA a modificare lo svolgimento delle qualifiche: le fasi denominate Q1 e Q2 vedranno quindi l'eliminazione di cinque vetture ciascuna (il regolamento FIA prevedeva solo i casi di 22 o 24 partecipanti).
Alla vigilia del fine settimana, la FIA ha sottoposto a visita Heikki Kovalainen, a seguito del suo serio incidente nel Gran Premio di Spagna. Il finlandese è stato autorizzato a prendere parte all'evento.
Rubens Barrichello correrà con una livrea ed un casco speciali per festeggiare il suo 257º Gran Premio in F1, compresivi di quelli di San Marino 1994, Spagna 2002 e Francia 2002 non disputati (nuovo record). Il primato precedente apparteneva all'italiano Riccardo Patrese e durava dal Gran Premio d'Australia 1993.

## Prove
Nella prima sessione del venerdì, si è avuta questa situazione:
| Pos | Nome              | Squadra/Motore   | Tempo    |
| --- | ----------------- | ---------------- | -------- |
| 1   | Felipe Massa      | Ferrari          | 1:27.323 |
| 2   | Heikki Kovalainen | McLaren-Mercedes | 1:27.456 |
| 3   | Lewis Hamilton    | McLaren-Mercedes | 1:27.752 |

Nella seconda sessione del venerdì, si è avuta questa situazione:
| Pos | Nome           | Squadra/Motore   | Tempo    |
| --- | -------------- | ---------------- | -------- |
| 1   | Kimi Räikkönen | Ferrari          | 1:27.543 |
| 2   | Lewis Hamilton | McLaren-Mercedes | 1:27.579 |
| 3   | Felipe Massa   | Ferrari          | 1:27.682 |

Nella sessione del sabato mattina, si è avuta questa situazione:
| Pos | Nome            | Squadra/Motore   | Tempo    |
| --- | --------------- | ---------------- | -------- |
| 1   | Mark Webber     | Red Bull-Renault | 1:27.030 |
| 2   | Fernando Alonso | Renault          | 1:27.172 |
| 3   | David Coulthard | Red Bull-Renault | 1:27.193 |

## Qualifiche
Nella sessione di qualificazione, si è avuta questa situazione:
| Pos | N  | Nome                 | Squadra/Motore      | Q 1      | Q 2      | Q 3      | Griglia |
| --- | -- | -------------------- | ------------------- | -------- | -------- | -------- | ------- |
| 1   | 2  | Felipe Massa         | Ferrari             | 1:25.994 | 1:26.192 | 1:27.617 | 1       |
| 2   | 23 | Heikki Kovalainen    | McLaren-Mercedes    | 1:26.736 | 1:26.290 | 1:27.808 | 2       |
| 3   | 22 | Lewis Hamilton       | McLaren-Mercedes    | 1:26.192 | 1:26.477 | 1:27.923 | 3       |
| 4   | 1  | Kimi Räikkönen       | Ferrari             | 1:26.457 | 1:26.050 | 1:27.936 | 4       |
| 5   | 4  | Robert Kubica        | BMW Sauber          | 1:26.761 | 1:26.129 | 1:28.390 | 5       |
| 6   | 10 | Mark Webber          | Red Bull-Renault    | 1:26.773 | 1:26.466 | 1:28.417 | 6       |
| 7   | 5  | Fernando Alonso      | Renault             | 1:26.836 | 1:26.522 | 1:28.422 | 7       |
| 8   | 11 | Jarno Trulli         | Toyota              | 1:26.695 | 1:26.822 | 1:28.836 | 8       |
| 9   | 3  | Nick Heidfeld        | BMW Sauber          | 1:27.107 | 1:27.607 | 1:28.882 | 9       |
| 10  | 9  | David Coulthard      | Red Bull-Renault    | 1:26.939 | 1:26.520 | 1:29.959 | 10      |
| 11  | 7  | Nico Rosberg         | Williams-Toyota     | 1:27.367 | 1:27.012 |          | 11      |
| 12  | 17 | Rubens Barrichello   | Honda               | 1:27.355 | 1:27.219 |          | 12      |
| 13  | 16 | Jenson Button        | Honda               | 1:27.428 | 1:27.298 |          | 13      |
| 14  | 15 | Sebastian Vettel     | Toro Rosso-Ferrari  | 1:27.442 | 1:27.412 |          | 14      |
| 15  | 12 | Timo Glock           | Toyota              | 1:26.614 | 1:27.806 |          | 15      |
| 16  | 8  | Kazuki Nakajima      | Williams-Toyota     | 1:27.547 |          |          | 16      |
| 17  | 6  | Nelson Piquet Jr.    | Renault             | 1:27.568 |          |          | 17      |
| 18  | 14 | Sébastien Bourdais   | Toro Rosso-Ferrari  | 1:27.621 |          |          | 18      |
| 19  | 21 | Giancarlo Fisichella | Force India-Ferrari | 1:27.807 |          |          | 20      |
| 20  | 20 | Adrian Sutil         | Force India-Ferrari | 1:28.325 |          |          | 19      |

Giancarlo Fisichella è stato retrocesso di 3 posizioni perché nella sessione del venerdì è uscito dalla corsia dei box con il semaforo ancora rosso.

## Gara
I piloti sulla parte pulita pista scattano meglio con Felipe Massa che prende la testa davanti a Lewis Hamilton e Kubica, Heikki Kovalainen, Alonso e Räikkönen. Il ferrarista è protagonista di un leggero contatto con il connazionale Kovalainen, che sarà costretto ai box per una foratura alla fine del secondo giro. In coda al gruppo Fisichella tampona violentemente Nakajima, volando in aria. È coinvolto anche il suo compagno di squadra Sutil, mentre per il giapponese della Williams è il ritiro.
La Safety Car resta in pista a causa di questo incidente fino alla fine del secondo giro quando Kovalainen rientra ai box, scivolando in coda al gruppo. Nel corso del terzo giro Räikkönen supera Alonso. Hamilton, che monta la mescola dura a differenza del rivale, tiene sotto pressione Massa con un distacco costantemente sotto i due secondi; più staccato è Kubica che controlla senza problemi Raikkonen. Alonso e Hamilton sono i primi piloti di testa a fermarsi al quindicesimo e sedicesimo giro; problemi con la tenuta delle gomme hanno consigliato alla McLaren di utilizzare le 3 soste per il proprio pilota di punta, cercando una strategia aggressiva diversa da quella standard adottata dalla Ferrari. Con le soste di Massa e Kubica tre giri dopo, si scatena Räikkönen, che ottiene il giro più veloce e riesce a guadagnare il tempo necessario a passare il polacco della BMW. Con la sosta ritardata, Heidfeld sale al quinto posto davanti ad Alonso. 
Hamilton è di nuovo nella scia di Massa, ma ha bisogno di passarlo per far funzionare la sua strategia. Al 24º giro l’inglese rompe gli indugi e supera Massa alla staccata della curva 12, cominciando subito ad allungare.
Al 32º giro la seconda sosta di Hamilton, che monta di nuovo gomme dure, e rientra terzo a tre secondi da Raikkonen. Nelle retrovie, si assiste alla rimonta di Kovalainen, che ingaggia bei duelli, prima con Glock, che supera per due volte, e poi con Nico Rosberg. Al quarantesimo giro secondo stop per Massa e Kubica. Hamilton riduce il distacco da Raikkonen prima della seconda sosta di questi al giro 43. Con due giri piuttosto veloci, l’inglese può rimanere davanti al finlandese. Raikkonen cercherà fino al termine della gara di spingere il pilota inglese, alla ricerca di un errore o di una possibilità di sorpasso, ma senza successo.
Massa sempre con un margine di sicurezza nell’ordine dei cinque secondi, può gestire il finale a piacimento e ottenere la terza vittoria consecutiva sul tracciato turco. Alle sue spalle Hamilton precede Räikkönen, mentre ai piedi del podio si trovano le due BMW di Kubica e Heidfeld. La zona punti è completata da Alonso, Webber, con una ottima Red Bull Racing, e Rosberg.

### Risultati
I risultati del GP sono stati i seguenti:
| Pos | N  | Pilota               | Costruttore/Motore  | Giri | Tempo/Ritiro/Media                    | Griglia | Punti |
| --- | -- | -------------------- | ------------------- | ---- | ------------------------------------- | ------- | ----- |
| 1   | 2  | Felipe Massa         | Ferrari             | 58   | 1:26:49.451 - 213.808 km/h            | 1       | 10    |
| 2   | 22 | Lewis Hamilton       | McLaren-Mercedes    | 58   | + 3.779                               | 3       | 8     |
| 3   | 1  | Kimi Räikkönen       | Ferrari             | 58   | + 4.271                               | 4       | 6     |
| 4   | 4  | Robert Kubica        | BMW Sauber          | 58   | + 21.945                              | 5       | 5     |
| 5   | 3  | Nick Heidfeld        | BMW Sauber          | 58   | + 38.741                              | 9       | 4     |
| 6   | 5  | Fernando Alonso      | Renault             | 58   | + 53.724                              | 7       | 3     |
| 7   | 10 | Mark Webber          | Red Bull-Renault    | 58   | + 1:04.229                            | 6       | 2     |
| 8   | 7  | Nico Rosberg         | Williams-Toyota     | 58   | + 1:11.406                            | 11      | 1     |
| 9   | 9  | David Coulthard      | Red Bull-Renault    | 58   | + 1:15.270                            | 10      |       |
| 10  | 11 | Jarno Trulli         | Toyota              | 58   | + 1:16.344                            | 8       |       |
| 11  | 16 | Jenson Button        | Honda               | 57   | + 1 giro                              | 13      |       |
| 12  | 23 | Heikki Kovalainen    | McLaren-Mercedes    | 57   | + 1 giro                              | 2       |       |
| 13  | 12 | Timo Glock           | Toyota              | 57   | + 1 giro                              | 15      |       |
| 14  | 17 | Rubens Barrichello   | Honda               | 57   | + 1 giro                              | 12      |       |
| 15  | 6  | Nelson Piquet Jr.    | Renault             | 57   | + 1 giro                              | 17      |       |
| 16  | 20 | Adrian Sutil         | Force India-Ferrari | 57   | + 1 giro                              | 19      |       |
| 17  | 15 | Sebastian Vettel     | Toro Rosso-Ferrari  | 57   | + 1 giro                              | 14      |       |
| Ret | 14 | Sébastien Bourdais   | Toro Rosso-Ferrari  | 25   | Testacoda                             | 18      |       |
| Ret | 8  | Kazuki Nakajima      | Williams-Toyota     | 0    | Collisione con G.Fisichella e A.Sutil | 16      |       |
| Ret | 21 | Giancarlo Fisichella | Force India-Ferrari | 0    | Collisione con K.Nakajima e A.Sutil   | 20      |       |

## Classifiche Mondiali

### Piloti
| Pos | Pilota             | Punti |
| --- | ------------------ | ----- |
| 1   | Kimi Räikkönen     | 35    |
| 2   | Felipe Massa       | 28    |
| 3   | Lewis Hamilton     | 28    |
| 4   | Robert Kubica      | 24    |
| 5   | Nick Heidfeld      | 20    |
| 6   | Heikki Kovalainen  | 14    |
| 7   | Mark Webber        | 10    |
| 8   | Fernando Alonso    | 9     |
| 9   | Jarno Trulli       | 9     |
| 10  | Nico Rosberg       | 8     |
| 11  | Kazuki Nakajima    | 5     |
| 12  | Jenson Button      | 3     |
| 13  | Sébastien Bourdais | 2     |

### Costruttori
| Pos | Team             | Punti |
| --- | ---------------- | ----- |
| 1   | Ferrari          | 63    |
| 2   | BMW Sauber       | 44    |
| 3   | McLaren-Mercedes | 42    |
| 4   | Williams-Toyota  | 13    |
| 5   | RBR-Renault      | 10    |
| 6   | Renault          | 9     |
| 7   | Toyota           | 9     |
| 8   | Honda            | 3     |
| 9   | STR-Ferrari      | 2     |